# Voûte barlongue

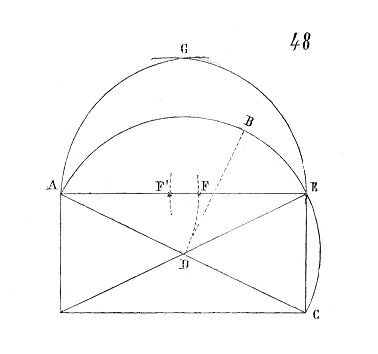
Voûte sur plan barlong, d'après le Dictionnaire raisonné de l'architecture française du au XVIe siècle d'Eugène Viollet-le-Duc (1856).

Une voûte barlongue est une voûte d'ogive qui forme, à chaque travée, un rectangle dont le côté le plus long est perpendiculaire à la nef. Elle est dite oblongue dans le cas contraire.
La voûte de plan barlong se généralise dans l'architecture gothique à la fin du XIIe siècle, comme dans la cathédrale de Chartres. Elle permet une meilleure répartition des charges sur les supports.

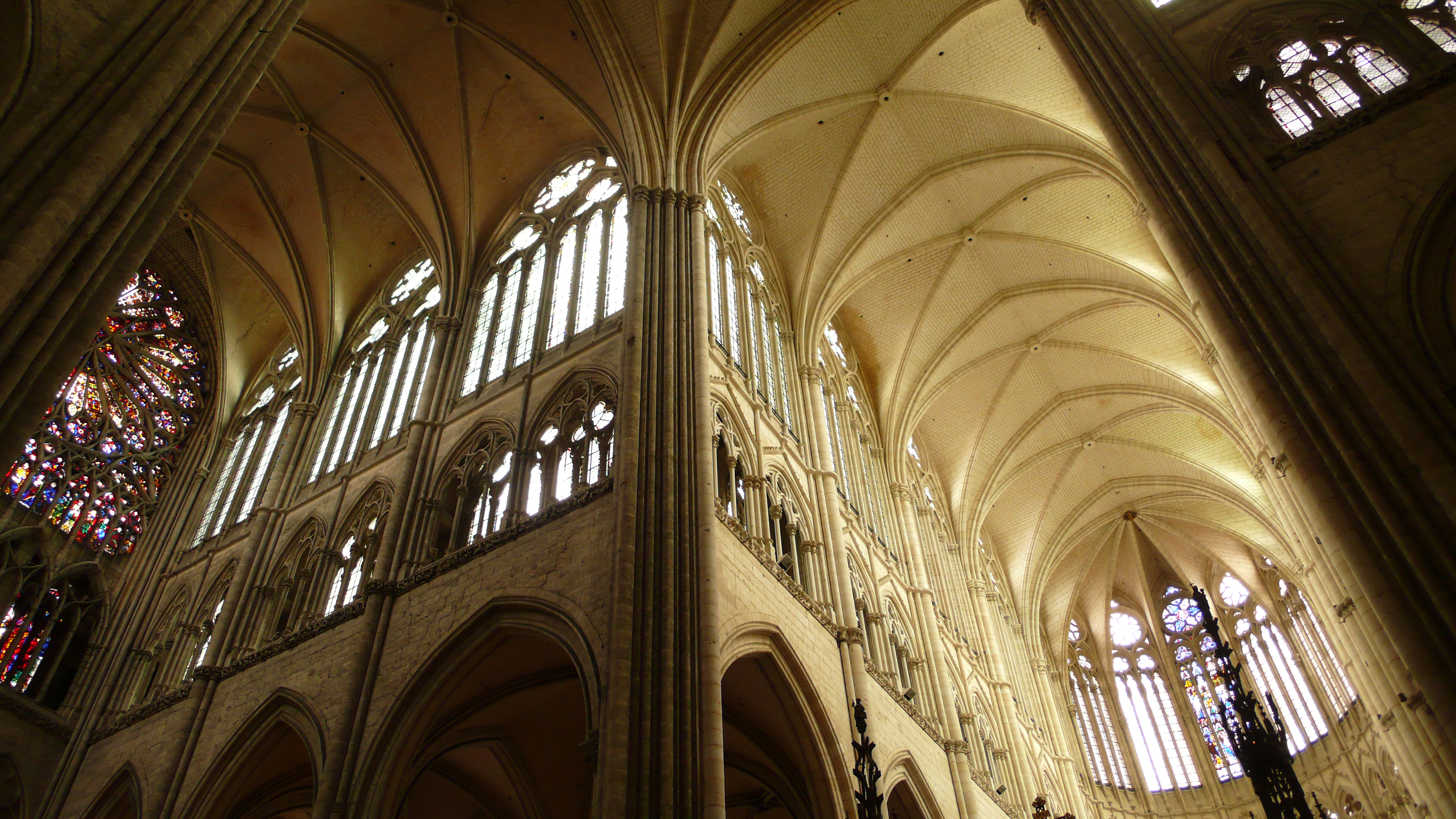
Voûtes barlongues de la cathédrale Notre-Dame d'Amiens.
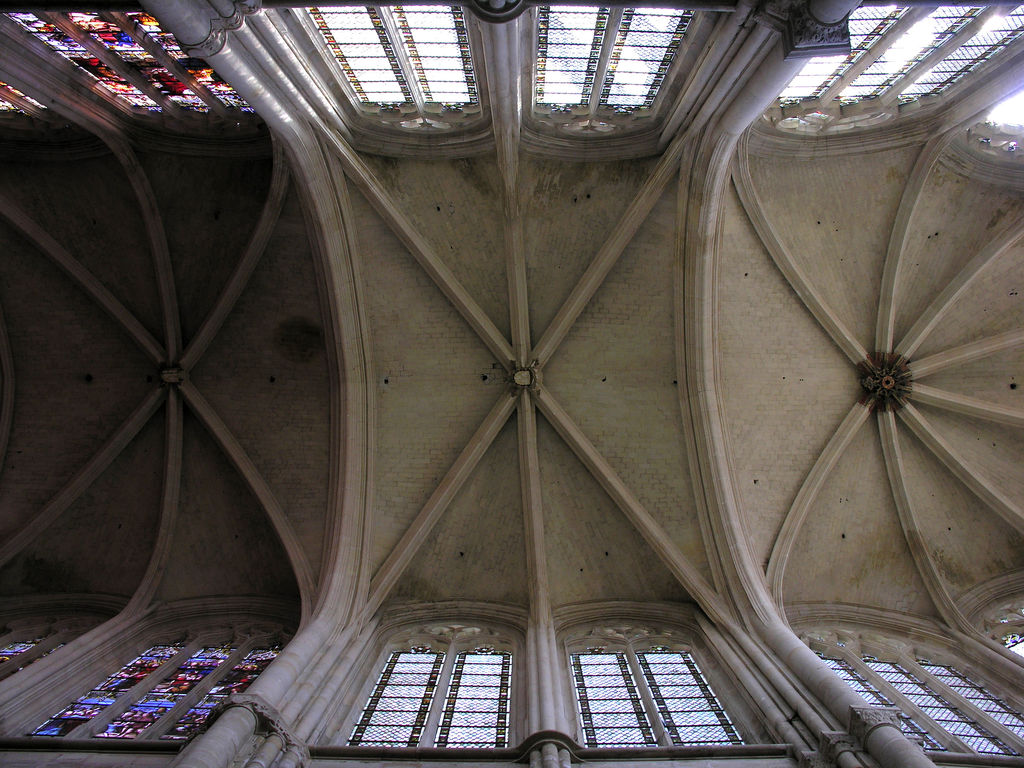
Voûtes barlongues du chœur de la cathédrale de Senlis.